# Sancho de Muñón
Sancho de Muñón, escritor español del XVI, autor de la más importante de las continuaciones de La Celestina, la Tragicomedia de Lisandro y Roselia.

## Biografía
Sancho de Muñón, natural de Salamanca, era un teólogo del que se tienen apenas algunos datos. Fue bachiller en artes desde el 12 de marzo de 1537 y se conoce que es autor de La tercera Celestina o Tragicomedia de Lisandro y Roselia, llamada Elicia y por otro nombre cuarta obra y tercera Celestina (aparecida anónima en Salamanca, 1542), a causa de un ingenioso acróstico que incluyó en ella. La obra fue editada modernamente por el Marqués de la Fuensanta del Valle y José Sancho Rayón en el tomo III de la Colección de libros raros y curiosos de Madrid, 1872, y V. C. Goddard realizó una edición crítica en 1978; la última y más reciente es la de Rosa Navarro Durán (Madrid: Cátedra, 2009); incompleta es la de Joaquín López Barbadillo en 1921. Menéndez Pelayo confundió al autor con un homónimo que fue maestrescuela en la Universidad de México.
La obra continúa La Celestina y asume de nuevo su condición de tragedia y su fin moralizante y ejemplar; lo hace por medio de uno solo de sus personajes, la meretriz Elicia, antigua amante de Sempronio y ahora vieja «sobrina de Celestina», heredera de sus artes e instrumentos, a la inversa que en la Tragedia Policiana de Sebastián Fernández, en que la protagonista es Claudina, difunta madre de Pármeno. En la Tragicomedia de Lisandro y Roselia destacan la teatralidad, la riqueza lingüística y los personajes; su único defecto, apuntado por Marcelino Menéndez Pelayo, es el recurso a «una erudición fácil y extemporánea». La obra se divide en cinco autos y varias cenas. Los criados Eubulo y Oligides asumen la función de consejeros que pretenden impedir inútilmente el amor trágico de Lisandro y Roselia.

## Fuente
- A. Huarte, «Sancho de Muñón: documentos para su biografía», en Boletín de la Biblioteca Menéndez y Pelayo, I, 1929, pp. 309-317.

- Datos: Q6119861